# دالة المقلوب
دالة المقلوب (بالإنجليزية: reciprocal function)‏ هي الدّالة التي تحوّل العدد إلى مقلوبه.
دالة المقلوب هي الدّالة التي يمكن كتابتها عاى هيئة: {\displaystyle f(x)={\frac {a}{x-h}}+k}
تكتب على هذا النحو:
{\displaystyle x\mapsto {\frac {1}{x}}}
ومعامل المقلوب هو العدد الثابت a بحيث : a=1 (أي تبقى قيمة a ثابتة لا تتغير).

## أنواعها
- تآلفية دالة المقلوب :
وتكتب على هذا النحو :
F(x)=1/x+1
ومعاملها هو a=1 ويمكن دراسة تغيرات العدد b ويسمى بالملحق التآلفي .

## تكامل
مشتق عكسي لـ {\displaystyle x\mapsto {\frac {1}{x}}} هي الدالة اللوغاريتم الطبيعي : {\displaystyle \ln \vert x\vert +C} حيث C ثابت حقيقي.